# Maja
Maja je žensko osebno ime.

## Izvor imena
Maja je pogosto slovensko  ime. Ne le kot različica Marije, pojavlja se samostojno. Izvorno je najbrž pripadal področju Majšperka v Sloveniji. Ime Maja je lahko nastalo s krajšanjem imena Magdalena, in to verjetno prek oblike imena Majdalena, ki se pojavlja tudi v slovenski ljudski pesmi.
Ime Maja ima lahko izvor tudi v grški in rimski mitologiji, kjer jr kot samostojno ime obstajalo veliko prej kot izpeljanke iz krščanskih imen. Maja v grški mitologiji pomeni 'gorska nimfa' in 'mati božjega sla Hermesa'.

## Različice imena
Moške oblike imena: Majo, Mijo, Maj, Majski

## Pogostost imena
Po podatkih Statističnega urada Republike Slovenije je bilo na dan 31. decembra 2007 v Sloveniji število ženskih oseb z imenom Maja: 12.644. Med vsemi ženskimi imeni pa je ime Maja po pogostosti uporabe uvrščeno na 4. mesto.

## Osebni praznik
V koledarju je ime Maja uvrščeno k imenu Magdalena; god praznuje 10. aprila, 24. maja, 22., 26. julija.